# 多摩地域
多摩地域（日语：／ Tama chiiki */?），又稱多摩地區（たまちく）、多摩地方（たまちほう）、三多摩（さんたま），歐系語言多稱為西東京（英語：Western Tokyo），是指日本東京都中除去东京23區（東京都內）以及島嶼地區（伊豆諸岛、小笠原群岛）以外的區域，為東京都3大構成區塊之一。总面积1159.89km²（市部783.93km²，郡部375.96km²）。其範圍大概相當於日本古令制國武藏國的多摩郡。
該區域為東京首都圈的臥城範圍之一，並以JR中央本线、西武新宿线／池袋线、京王线、小田急本线等通勤铁路路线聯絡東京市中心。

## 行政区划

| 编号 | 旗帜 | 名字       | 人口 (截至2016年10月) | 人口密度 (/km²) | 面积 (km²) |
| ---- | ---- | ---------- | --------------------- | --------------- | ---------- |
| 01   |      | 八王子市   | 577,072               | 3,100           | 186.38     |
| 02   |      | 立川市     | 177,110               | 7,270           | 24.36      |
| 03   |      | 武藏野市   | 145,296               | 13,230          | 10.98      |
| 04   |      | 三鹰市     | 189,577               | 11,550          | 16.42      |
| 05   |      | 青梅市     | 136,581               | 1,320           | 103.31     |
| 06   |      | 府中市     | 261,991               | 8,900           | 29.43      |
| 07   |      | 昭岛市     | 111,482               | 6,430           | 17.34      |
| 08   |      | 调布市     | 232,573               | 10,780          | 21.58      |
| 09   |      | 町田市     | 433,720               | 6,040           | 71.80      |
| 10   |      | 小金井市   | 122,977               | 10,880          | 11.30      |
| 11   |      | 小平市     | 191,406               | 9,330           | 20.51      |
| 12   |      | 日野市     | 187,262               | 6,800           | 27.55      |
| 13   |      | 东村山市   | 150,116               | 8,760           | 17.14      |
| 14   |      | 国分寺市   | 123,290               | 10,760          | 11.46      |
| 15   |      | 国立市     | 73,934                | 9,070           | 8.15       |
| 16   |      | 福生市     | 58,505                | 5,760           | 10.16      |
| 17   |      | 狛江市     | 81,119                | 12,690          | 6.39       |
| 18   |      | 东大和市   | 84,876                | 6,320           | 13.42      |
| 19   |      | 清濑市     | 75,072                | 7,340           | 10.23      |
| 20   |      | 东久留米市 | 116,566               | 9,050           | 12.88      |
| 21   |      | 武藏村山市 | 71,419                | 4,660           | 15.32      |
| 22   |      | 多摩市     | 147,280               | 7,010           | 21.01      |
| 23   |      | 稻城市     | 89,217                | 4,960           | 17.97      |
| 24   |      | 羽村市     | 55,620                | 5,620           | 9.90       |
| 25   |      | 秋留野市   | 80,787                | 1,100           | 73.47      |
| 26   |      | 西东京市   | 200,652               | 12,740          | 15.75      |
| 27   |      | 瑞穂町     | 33,367                | 1,980           | 16.85      |
| 28   |      | 日之出町   | 17,349                | 618             | 28.07      |
| 29   |      | 桧原村     | 2,145                 | 20.3            | 105.41     |
| 30   |      | 奥多摩町   | 5,132                 | 22.8            | 225.53     |
| 总计 | 总计 | 总计       | 4,233,493             | 3,650           | 1,160      |

### 地区划分
- 北多摩地区（17市）

立川市・武藏野市・三鹰市・府中市・昭岛市・调布市・小金井市・小平市・东村山市・国分寺市・国立市・狛江市・东大和市・清濑市・东久留米市・武藏村山市・西东京市
- 南多摩地区（5市）

八王子市・町田市・日野市・多摩市・稻城市
- 西多摩地区（4市）

青梅市・福生市・羽村市・秋留野市
- 西多摩郡（3町1村）

瑞穂町・日之出町・桧原村・奥多摩町

### 车辆号牌

東京都车辆号牌分區圖

#### 多摩牌照
- 立川市・武蔵野市・三鹰市・府中市・昭岛市・调布市・町田市・小金井市・小平市・东村山市・国分寺市・国立市・狛江市・东大和市・清濑市・东久留米市・武藏村山市・多摩市・稻城市・西东京市

#### 八王子牌照
- 八王子市・青梅市・日野市・福生市・羽村市・秋留野市・西多摩郡（瑞穂町・日之出町・桧原村・奥多摩町）

## 交通

### 鐵路
東日本旅客鐵道（JR东日本）
■ 中央本線
- ■ 快速 :  - 吉祥寺站 - 三鷹站 - 武藏境站 - 東小金井站 - 武藏小金井站 - 國分寺站 - 西國分寺站 - 國立站 - 立川站 - 日野站 - 丰田站 - 八王子站 - 西八王子站 - 高尾站
- ■ 各站停车 :  - 吉祥寺站 - 三鹰站
- 旧甲武铁道。1889年开通。

■ 青梅線全线
- 旧青梅电气铁道。1894年（明治27年）开通。

■ 橫濱線
- - 成濑站 - 町田站 - ...(相模原市) - 相原站 - 八王子南野站 - 片仓站 - 八王子站
- 旧横滨铁道。1908年（明治41年）开通。

■ 五日市線全线
- 旧五日市铁道。1925年（大正14年）开通。

■ 南武線
- - 矢野口站 - 稻城长沼站 - 南多摩站 - 府中本町站 - 分倍河原站 - 西府站 - 谷保站 - 矢川站 - 西国立站 - 立川站
- 旧南武铁道。1927年（昭和2年）开通。

■ 八高线
- 八王子站 - 北八王子站 - 小宫站 - 拜岛站 - 东福生站 - 箱根崎站 -
- 1931年（昭和6年）开通。

■ 武藏野線
- 本线 :  - 府中本町站 - 北府中站 - 西国分寺站 - 新小平站 - 新秋津站 -
- 国立支线 : 新小平站 - 国立站
- 1978年（昭和53年）全线开通。

 西武鐵道（西武）
 池袋线
- - 保谷站 - 云雀丘站 - 东久留米站 - 清濑站 - 秋津站 -

 新宿线
- - 东伏见站 - 西武柳泽站 - 田无站 - 花小金井站 - 小平站 - 久米川站 - 东村山站 -

 拜島線全线
 多摩湖線全线
 國分寺線全线
 西武園線全線
 多摩川線全线
 山口线
- 西武游园地站 -
- 旧川越铁道。1894年（明治27年）开通。
- 旧武藏野铁道。1915年（大正4年）开通。
- 旧多摩湖铁道。1928年（昭和3年）开通。

 京王電鐵（京王）
 京王線
- - 仙川站 - 杜鹃丘站 - 柴崎站 - 国领站 - 布田站 - 调布站 - 西调布站 - 飞田给站 - 武藏野台站 - 多磨灵园站 - 东府中站 - 府中站 - 分倍河原站 - 中河原站 - 圣迹樱丘站 - 百草园站 - 高幡不动站 - 南平站 - 平山城址公园站 - 长沼站 - 北野站 - 京王八王子站

 相模原線
- 调布站 - 京王多摩川站 - (京王稻田堤:川崎市) - 京王读卖乐园站 - 稻城站 - (若叶台:川崎市) - 京王永山站 - 京王多摩中心站 - 京王堀之内站 - 南大泽站 - 多摩境站 -

 競馬場線全线
 動物園線全线
 高尾線全线
 井之頭線
- - 三鹰台站 - 井之头公园站 - 吉祥寺站
- 旧京王电气轨道。1913年（大正2年）开通。
- 旧玉南电气铁道。1925年（大正14年）开通。

 小田急電鐵（小田急）
 小田原線
- - 狛江站 - 和泉多摩川站 - ...(川崎市) - 鹤川站 - 玉川学园前站 - 町田站 -

 多摩線
- - 小田急永山站 - 小田急多摩中心站 - 唐木田站
- 旧小田原急行铁道。1927年（昭和2年）开通。

 多摩都市單軌電車
 多摩都市单轨电车线全线
- 1998年（平成10年）开业。

 東急電鐵（东急）
 田园都市线
- - 筑紫野站 - 铃悬台站 - 南町田站 -

### 公共汽车
- 京王电铁巴士集团
- 西东京巴士（京王集团）
- 立川巴士集团（小田急集团）
- 小田急巴士
- 西武巴士
- 关东巴士
- 都营巴士
- 神奈川中央交通集团（小田急集团）
- 银河铁道

### 道路
- 东名高速公路
  - 横滨町田立交桥
- 中央自动车道
  - 调布立交桥
  - 稻城立交桥
  - 国立府中立交桥
  - 八王子立交桥
- 首都圏中央连络自动车道（圏央道）
  - 青梅立交桥
  - 日之出立交桥
  - 秋留野立交桥
  - 八王子西立交桥
  - 高尾山立交桥
- 国道16号
  - 八王子旁路
  - 瑞穂旁路
- 国道20号
  - 日野旁路
  - 八王子南旁路
- 国道411号
- 东京都道